# Rob Thomas (sångare)
Robert Kelly Thomas, född 14 februari 1972 i Landstuhl, Västtyskland (på en amerikansk militärbas) är en amerikansk rocksångare och låtskrivare. 
Han är sedan 1995 sångare och primär låtskrivare i bandet Matchbox Twenty. Åren 1993–1995 var han sångare i bandet Tabitha's Secret. Han har även karriär som soloartist och har fått tre Grammy-awards för låtskrivning och sång tillsammans med Carlos Santana. Förutom Santana har Thomas samarbetat med artister som Willie Nelson, Mick Jagger, Marc Anthony och Taylor Hicks. Tillsammans med Matchbox Twenty har Thomas skrivit flera hitlåtar, bland annat "Push", som blev bandets stora genombrott. Några av hans mest kända låtar är "Ever the Same", "Lonely No More" och "Her Diamonds".
2004 fick Thomas utmärkelsen Starlight Award från Songwriters Hall of Fame.

## Diskografi

### Soloalbum
- 2005 – Something to Be
- 2009 – Cradlesong
- 2015 – The Great Unknown

### Singlar
- 1999 – "Smooth" (med Carlos Santana)
- 2003 – "A New York Christmas"
- 2005 – "Lonely No More"
- 2005 – "This Is How A Heart Breaks"
- 2005 – "Ever The Same"
- 2006 – "Something to Be"
- 2006 – "Streetcorner Symphony"
- 2007 – "Little Wonders"
- 2009 – "Her Diamonds"
- 2009 – "Give Me the Meltdown"
- 2009 – "Someday"